# 사메단역
사메단역(Samedan)은 스위스 그라우뷘덴주의 사메단 시정촌에 있는 기차역이다. 알불라선(쿠어와 생모리츠 사이)과 사메단-폰트레시나 철도 사이의 래티셰 철도 네트워크에서 중요한 교환역이다. 시간별 서비스는 각 노선에서 운영된다.

## 운행편
다음 서비스는 사메단에서 정차한다:
- 빙하특급 : 체르마트와 생모리츠 사이를 하루에 여러 번 왕복한다.
- 인터레기오 : 쿠어와 생모리츠 사이를 매시간 운행한다.
- 레기오익스프레스 : 란트콰르트와 생모리츠 사이를 매시간 운행한다.
- 레기오 :
  - 스쿠올-타라스프와 폰트레시나 사이를 매시간 운행한다.
  - 쿠어와 생모리츠 사이의 제한된 서비스.

## 갤러리

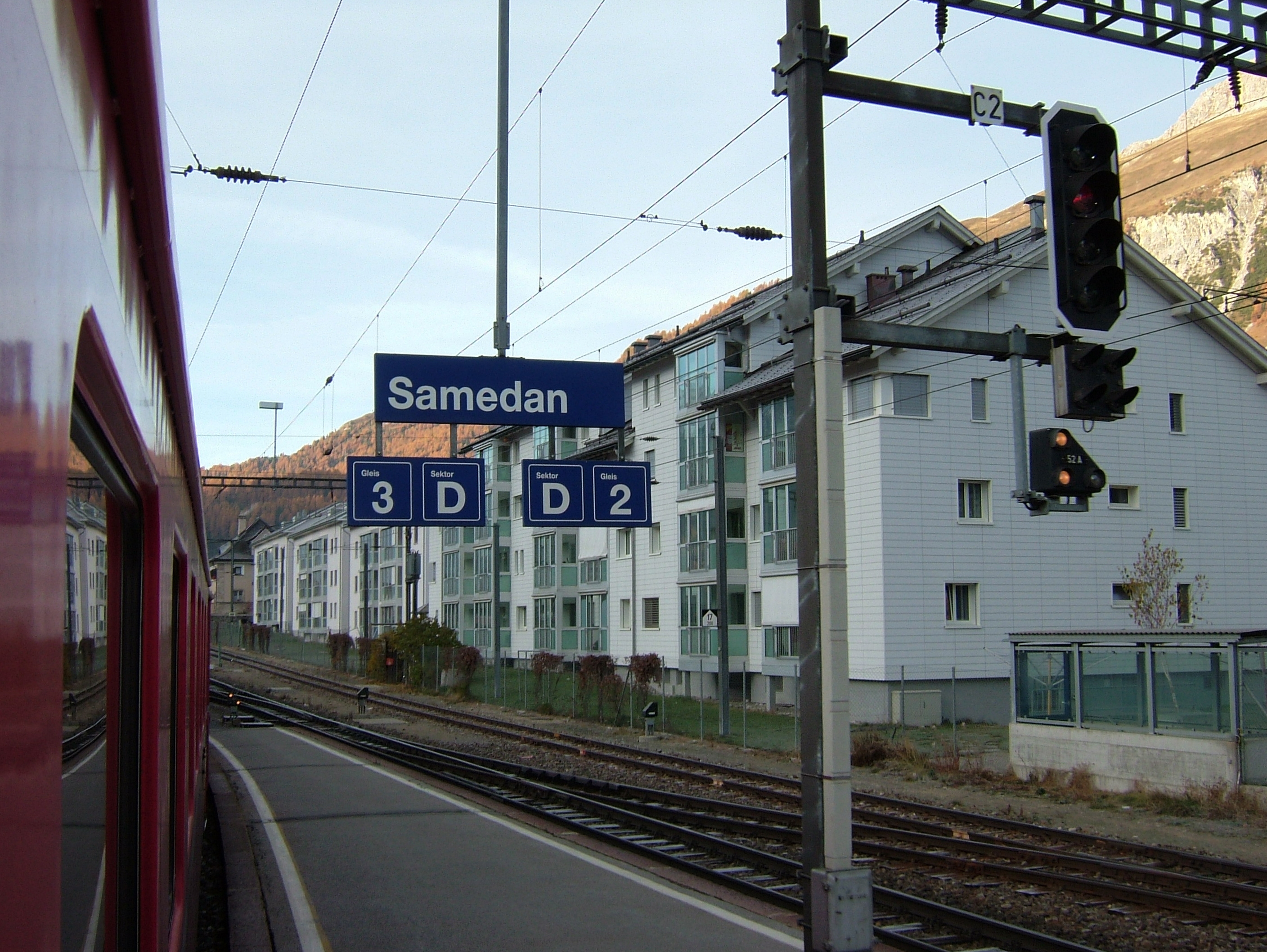
생모리츠에 접근하는 2, 3번 승강장
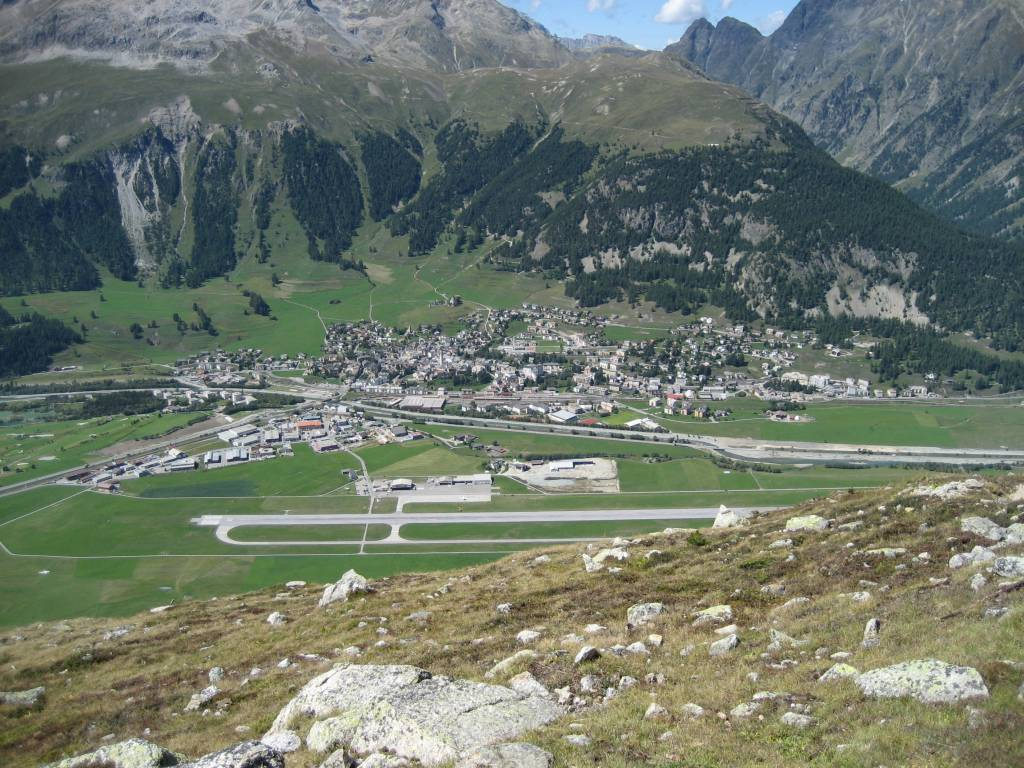
상위에서 본 사메단, 중간이 사메단역